# Pluggable Authentication Modules
PAM (ang. Pluggable Authentication Modules) dosłownie Dołączalne Moduły Uwierzytelniania to modułowy mechanizm uwierzytelniania. Jest wykorzystywany przez aplikacje, usługi sieciowe (ang. services) i użytkowników (ang. users).
PAM pozwala na integrację wielu niskopoziomowych technik kryptograficznych w jednym API wysokiego poziomu. Autor usługi sieciowej nie musi zaprzątać sobie głowy implementacją obsługi kluczy. Co więcej - jego aplikacja może być potem łatwo dostosowana do nowego rodzaju uwierzytelniania. Moduły kryptograficzne mogą być tworzone przez niezależnych programistów. Korporacje mogą opracowywać własne ich wersje opierające się na firmowym sprzęcie bez publikacji swoich kodów źródłowych.
Administrator definiuje w tekstowych plikach konfiguracyjnych tzw. polityki (ang. policies), określające wymogi niezbędne dla udostępnienia (lub nie) poszczególnych usług i aplikacji.
PAM został opracowany przez Sun Microsystems w 1995 r., a w 1997 r. The Open Group opublikowała wstępną specyfikację, która ustandardyzowała PAM API i dodała rozszerzenie dla pojedynczego logowania. Dziś jego implementacje znajdują się w Solarisie, Linuksie oraz FreeBSD i NetBSD (od wersji 3.0).